# Litophyton carnosum
Litophyton carnosum is een zachte koraalsoort uit de familie Alcyoniidae. De koraalsoort komt uit het geslacht Litophyton. Litophyton carnosum werd voor het eerst wetenschappelijk beschreven door Kükenthal. 